# Palácio do Congresso da Nação Argentina
O Palácio do Congresso da Nação Argentina é o edifício que abriga os trabalhos do Congresso da Nação Argentina. Foi projetado pelo arquiteto italiano Vittorio Meano em 1897 e concluído pelo arquiteto belga Julio Dormal em 1906. Está situado na Plaza del Congreso, no fim da Avenida 9 de Julho  na Cidade de Buenos Aires, sendo considerado uma das mais belas obras arquitetônicas da capital argentina. As estátuas e esculturas que o adornam foram adicionadas em 1930, o ano aceito como conclusão oficial do projeto. 

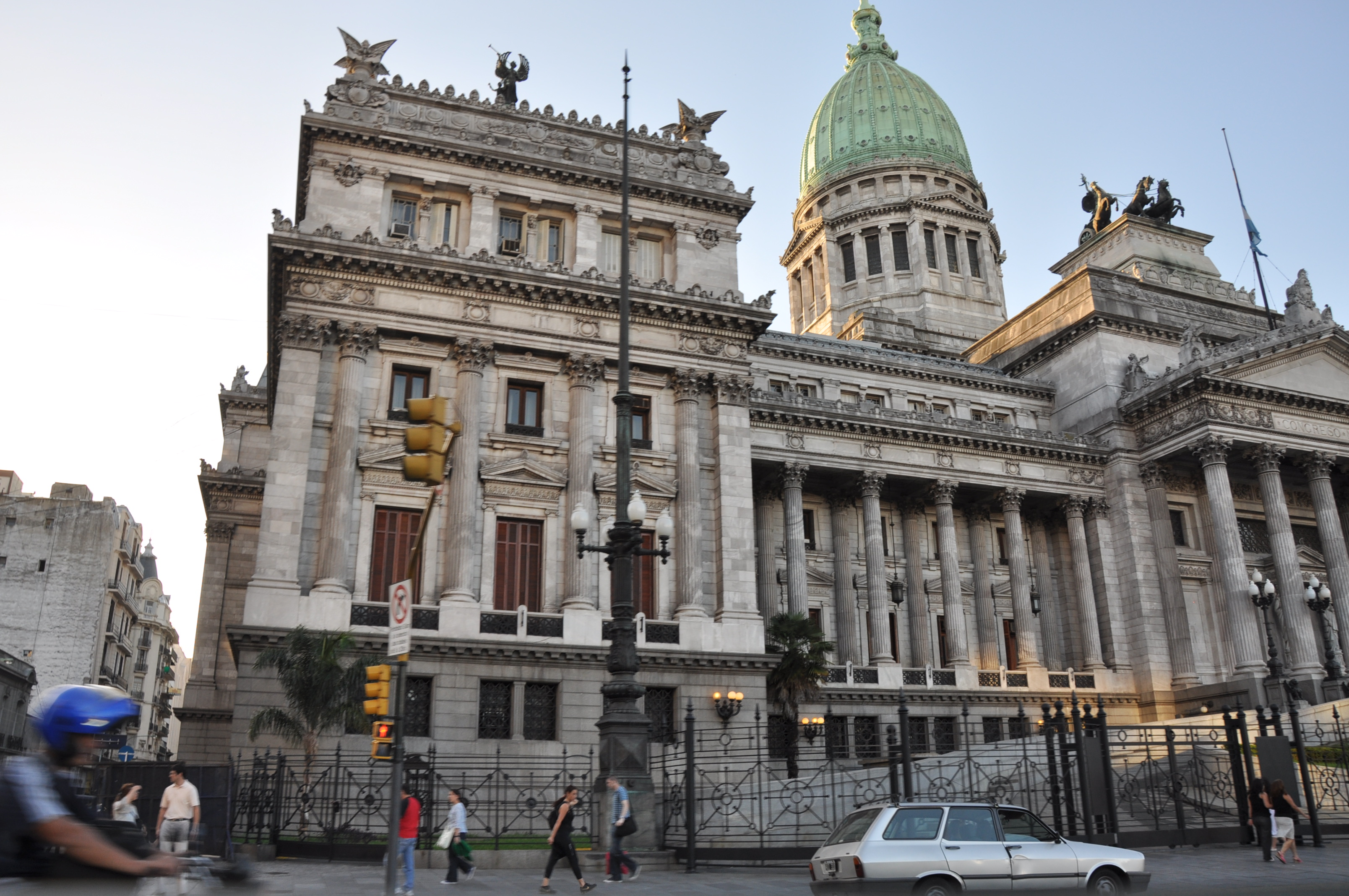

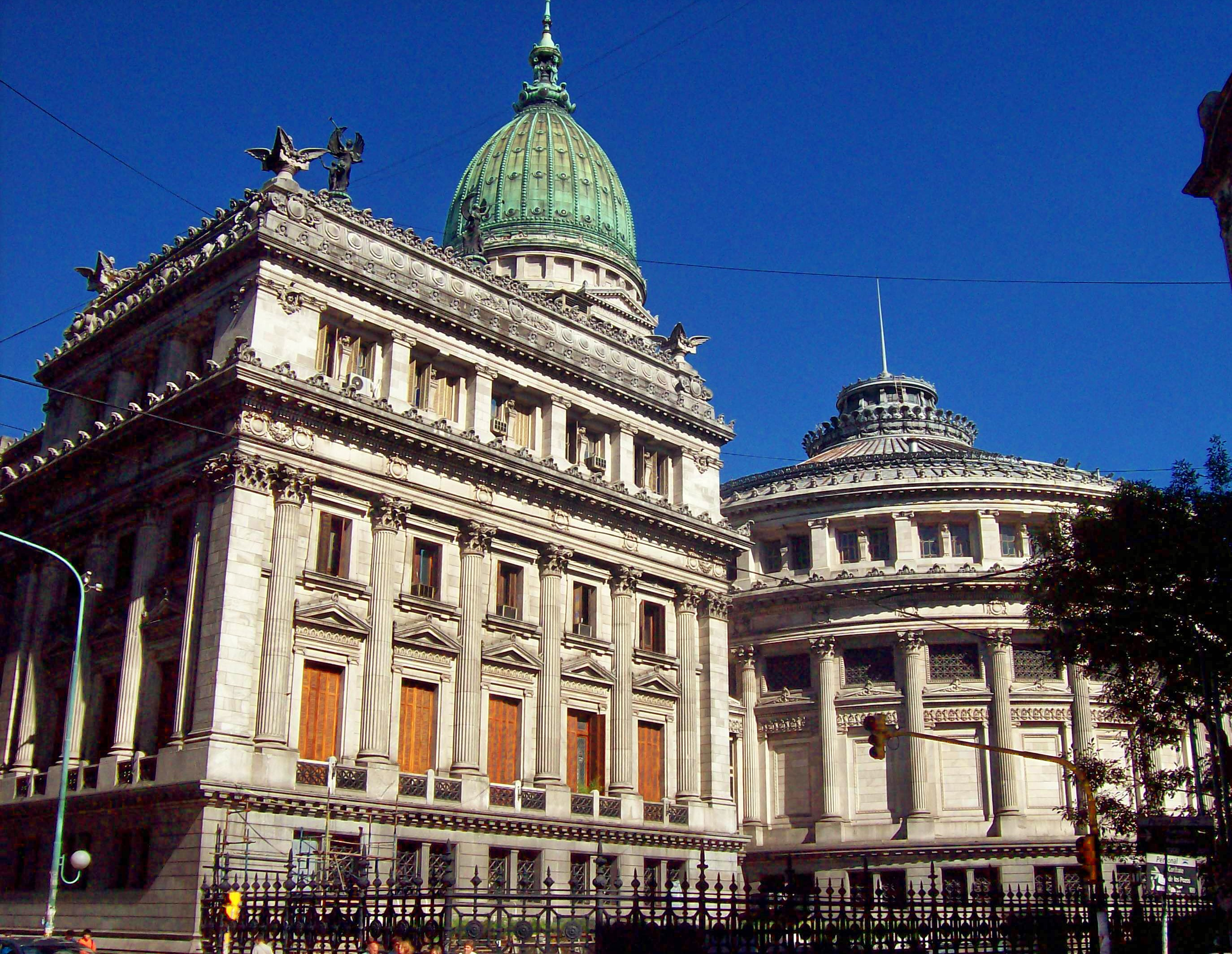

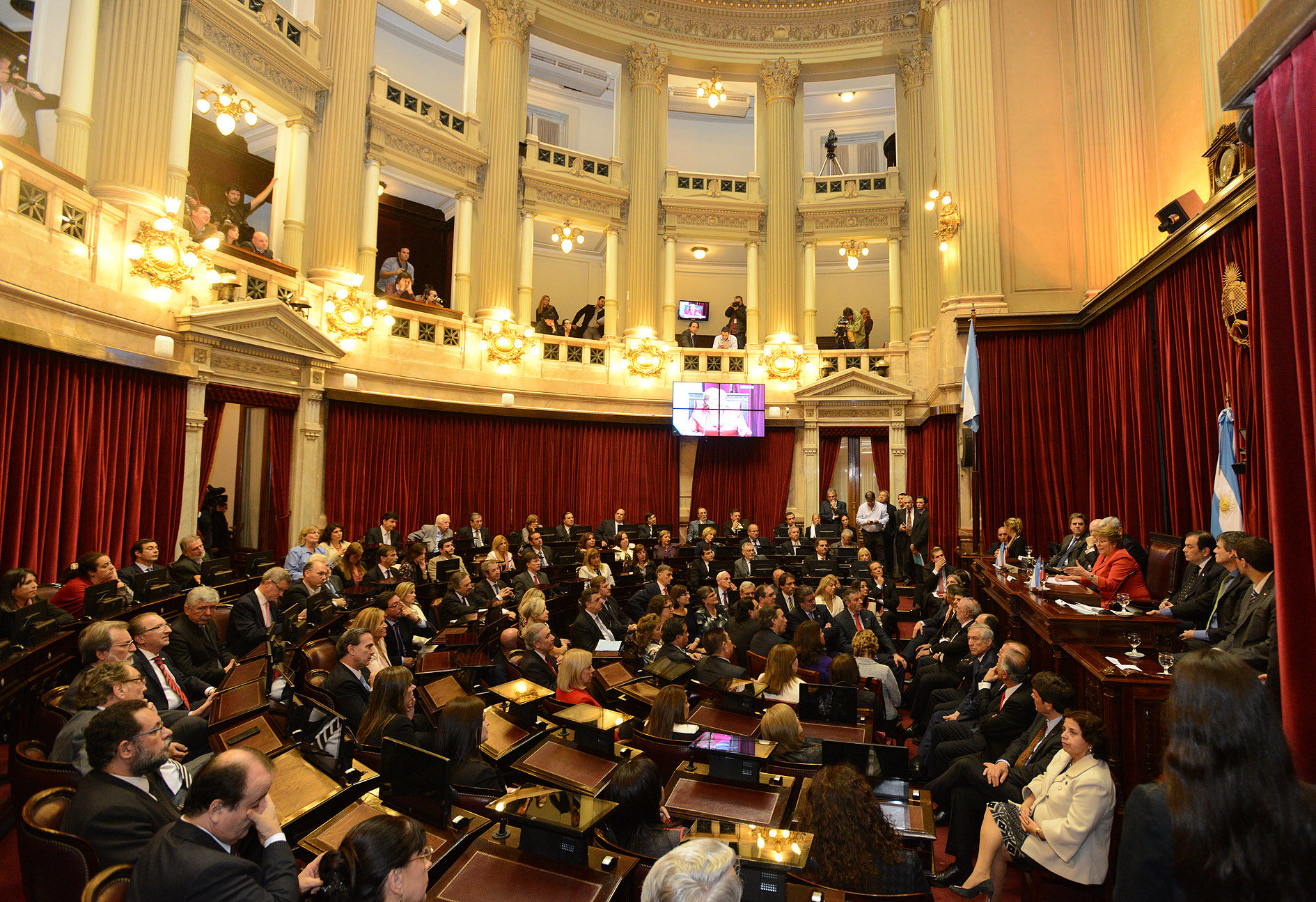

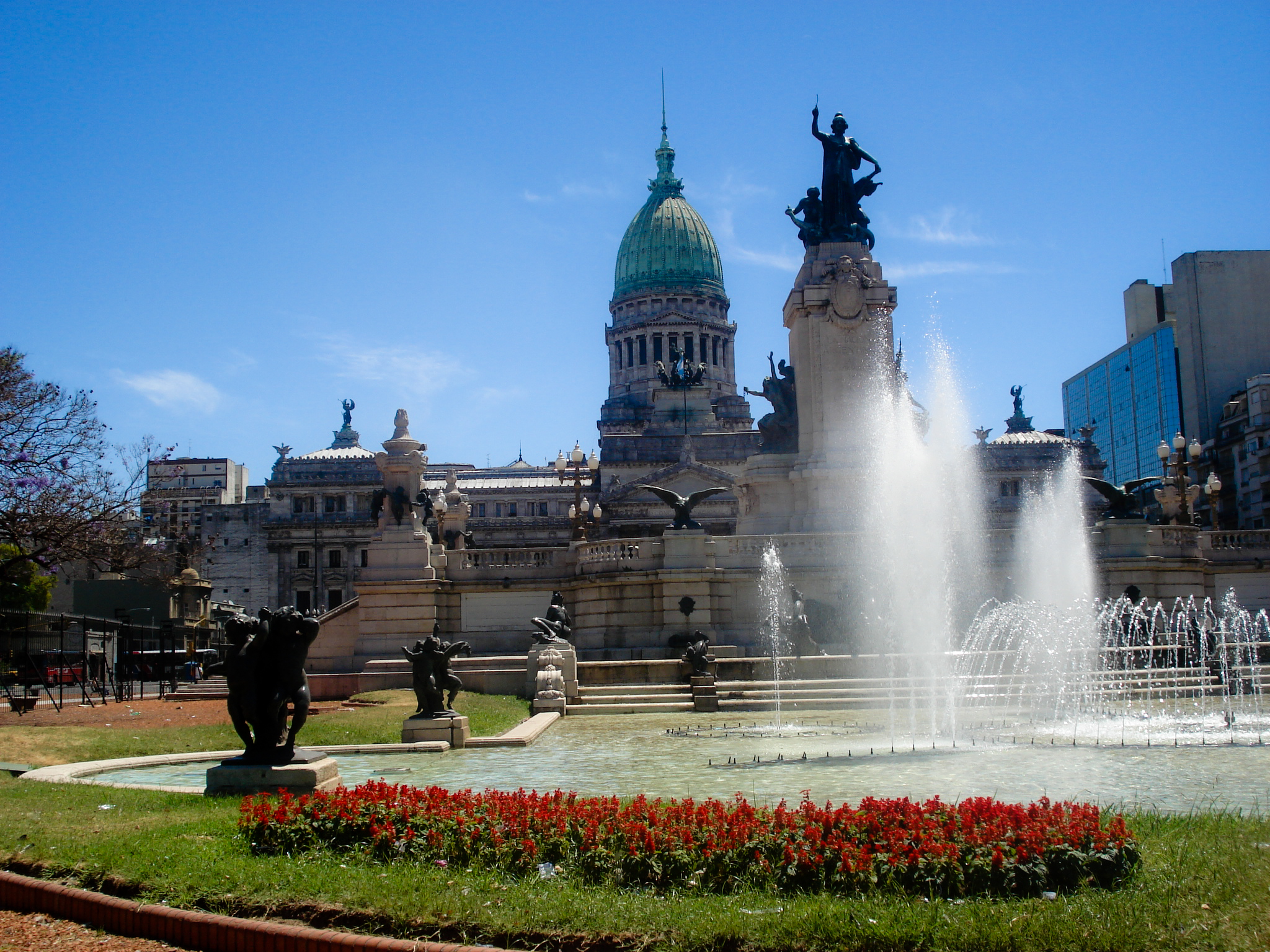